# Hemisus wittei
Hemisus wittei es una especie de anfibio anuro de la familia Hemisotidae.

## Distribución geográfica
Esta especie habita:
- en el sur de la República Democrática del Congo en Upper Katanga en el Parque Nacional Upem;
- en el noreste de Zambia en el lago Meru Wantipa;
- en el lago Moero en la frontera entre R.D.C. y Zambia.[4]

## Etimología
Esta especie lleva el nombre en honor a Gaston-François de Witte.

## Publicación original
- Laurent, 1963 : Three New Species of the Genus Hemisus. Copeia, vol. 1963, n.º 2, p. 395-399.[5]